# Deep house
La deep house è un genere di musica dance nato a Chicago nella seconda metà degli anni ottanta come sottogenere della musica house. Rispetto alla Chicago House è più lenta (120-128 bpm), dall'andamento quasi ipnotico, e melodica; incorpora al suo interno anche influenze jazz. La denominazione "Deep" (profonda) deriva dal profondo suono di basso elettrico presente solitamente nelle canzoni di questo genere.

## Caratteristiche strutturali del genere
In genere le tracce deep house sono caratterizzate da pad che danno un suono profondo, simili a quelli usati nella chill out e nella lounge. Importantissimi sono i pianoforti elettrici, primo fra tutti il Fender Rhodes, nei suoi modelli Mark I e Mark II, seguiti dai piani Wurlitzer. Nelle tracce sono presenti spesso soli di strumenti a fiato tipicamente jazz come il sax o la tromba. Inoltre gli accordi e le scale della parte melodica dei pezzi Deep sono sempre degli standard soul e soprattutto jazz. Per queste sue caratteristiche, con un ritmo andante e rilassato e i suoi suoni raffinati, la deep house viene spesso usata nelle sfilate di moda e viene considerata come la versione dance di generi come il Nu jazz e la Lounge.

## Storia del genere
La nascita della deep house si fa convenzionalmente risalire al 1986, quando Larry Heard (Mr. Fingers) lanciò il singolo "Can you feel it" (pubblicato poi nel 1988). Fecero seguito Fast Eddie con "Can U Still Dance" (1988) e Marshall Jefferson con "Truth Open Your Eyes" (1988). Questi DJ non fecero altro che fondere il suono della Chicago house con quello della garage house newyorkese, dando vita a un nuovo e originale suono destinato a diventare uno dei più influenti della scena house.
Recentemente, a partire dal secondo decennio degli anni 2000, il genere deep house è rilanciato fortemente dalle case discografiche maggiori di musica elettronica (come Defected in the House). La deep house a partire dal 2010 presenta sonorità leggermente più aggressive, con un basso più tagliente ma senza mai sfociare nel ritmo della Techno. Si applica spesso alle voci un Pitch shift per abbassarne notevolmente il tono.